# Achaea synethes
Achaea synethes is een vlinder van de familie van de spinneruilen (Erebidae). De wetenschappelijke naam van deze soort is voor het eerst voorgesteld als Plecopterodes synethes door George Francis Hampson in een publicatie uit 1913.
De soort komt voor in Kenia, Zambia, Zimbabwe en Zuid-Afrika.